# Porcellio pujetanus
Porcellio pujetanus là một loài chân đều trong họ Porcellionidae. Loài này được Verhoeff miêu tả khoa học năm 1910.